# Muskel

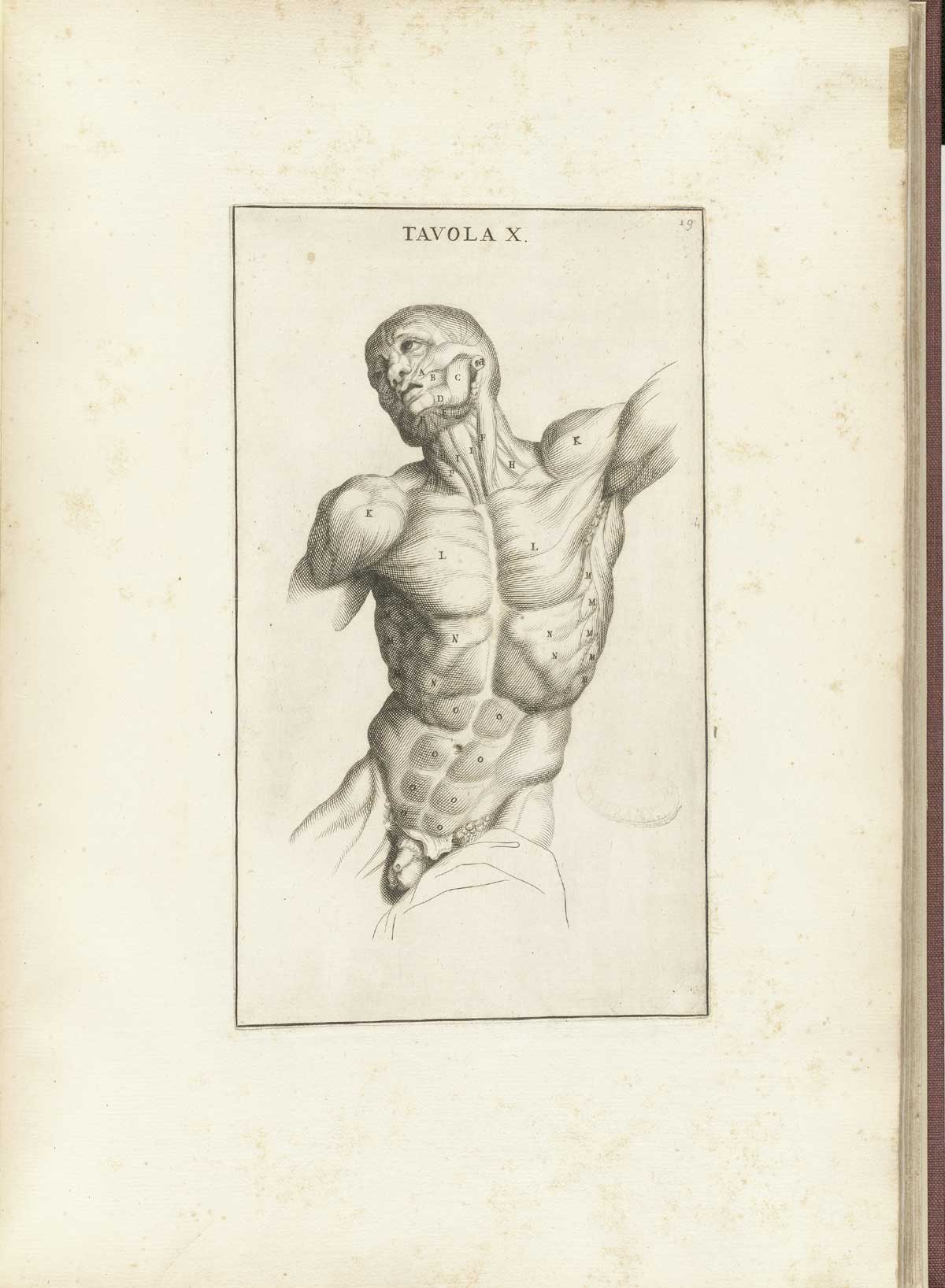
De ytliga musklerna på överkroppen och huvudet. Kopparplåt från Anatomia per uso et intelligenza del disegno ricercata non solo su gl'ossi, e muscoli del corpo humano (1691) av Bernardino Genga

Muskel (av latinets musculus, som betyder liten mus ) eller muskelvävnad är kroppsvävnad som är uppbyggd av muskelceller och har förmåga till sammandragning (kontraktion) via en invecklad biokemisk process som bland annat involverar myosin, tropomyosin samt aktinfilament. Musklerna tillhör organsystemet muskelapparaten och ser till att kroppen får rörelseförmåga. En muskel måste hållas aktiv nästan hela tiden för att den ska hålla sig i form.

## Uppbyggnad

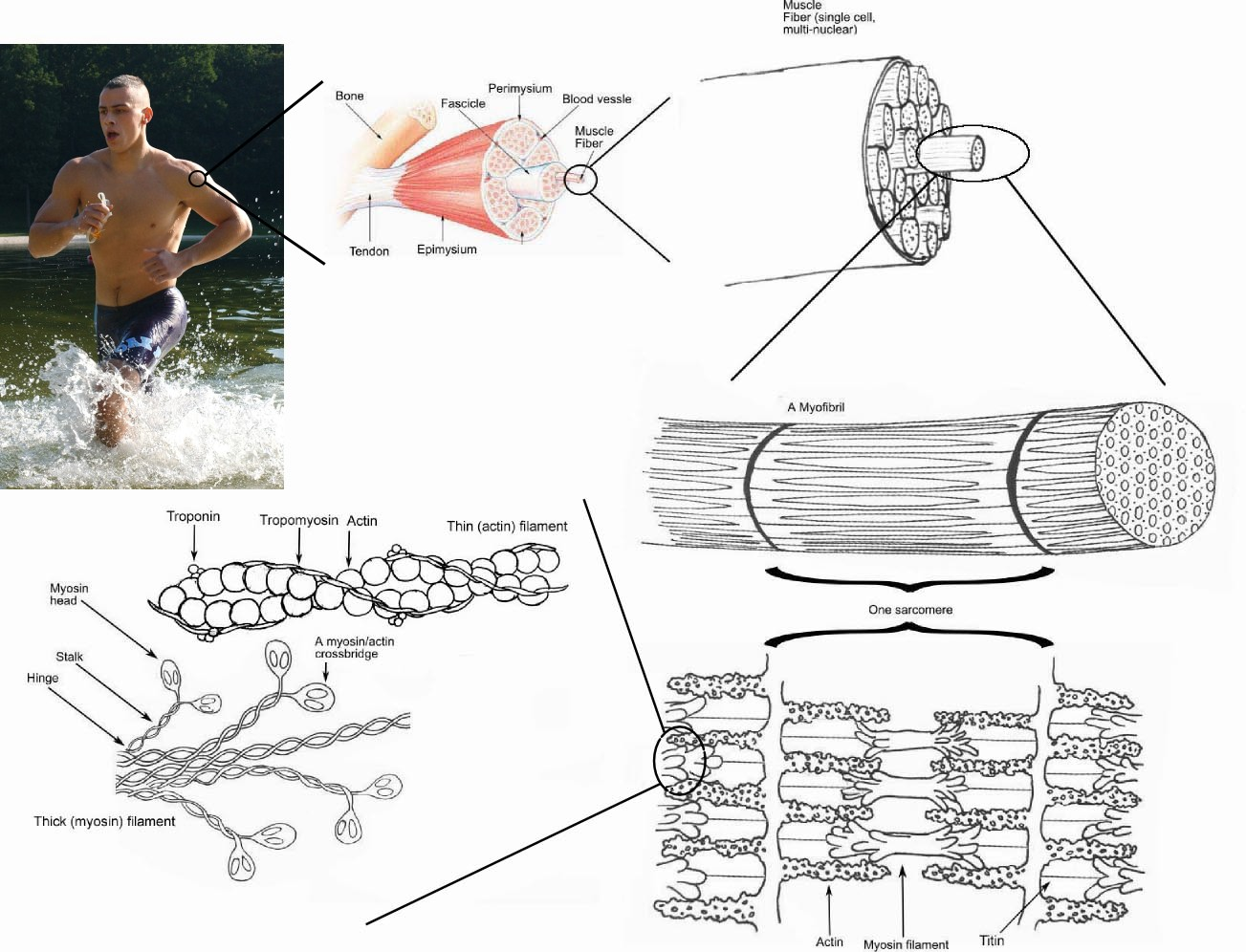
En muskels uppbyggnad. Bilden visar skelettmuskulaturens uppbyggnad. Andra typer av muskelvävnad har en något annorlunda organisation.

En skelettmuskel, till exempel biceps brachii består av en muskelbuk som fäster in på skelettet via två senor. Muskelbuken består av ett antal fasciklar eller knippen med muskelfibrer. Varje muskelfiber utgör en enskild cell, men har till skillnad från de flesta celler i kroppen många cellkärnor, då muskelfiber bildas genom att ett flertal celler smälter samman. En muskelfiber innehåller myofibriller, som är de trådar som drar samman muskelfibern. 
Myofibrillerna består av ett antal segment som kallas sarkomerer, och hos skelettmuskulatur avgränsas dessa av så kallade Z-band, (av det tyska ordet zwischen som betyder mellan) vilket ger tvärstrimmiga muskler deras karaktäristiska utseende. Utifrån Z-bandet går det trådar av aktin i en gaffelformation, och löst mellan aktintrådarna finns det knippen av myosin, som "klättrar" på aktintrådarna i samband med muskelkontraktionen.
För att kontraktion skall kunna ske så behöver aktinet blottas så att myosinhuvudena kan binda in, vilket sker då kalcium binder in till troponin, vilket får tropomyosin att flytta sig så att myosin och aktin kan interagera.

### Makroanatomi
Makroanatomin är den viktigaste indikatorn för funktion för musklerna. Muskelns verkan bestäms av var ursprung och fäste är lokaliserade. Tvärsnittsytan hos en muskel, snarare än volymen eller längden, bestämmer hur mycket kraft som muskeln kan generera, då kraften bestäms av hur många sarkomerer som kan arbeta parallellt. Kraften som appliceras till den yttre miljön bestäms av hävstångsmekanismer. Genom att flytta bicepsfästet på underarmen närmare handen, skulle man få större kraft, men det skulle göra att den maximala hastigheten för rörelsen skulle gå långsammare.
En viktig aspekt på makroanatomin är om musklerna är pennata (fjäderformade) eller inte. De flesta muskler har fibrer som är orienterade i samma riktning, i en linje från ursprunget som är närmast kroppens mitt till fästet. Hos pennata muskler är de individuella fibrerna orienterade så, att de lutar relativt kraftens riktning, så att kontraktionen inte blir lika stor, däremot så får det plats fler fibrer per yta, vilket gör att pennata muskler ses där kraften är viktigare än kraftig kontraktion, som till exempel muskeln rectus femoris, en muskel som ingår i quadriceps. 
Det finns runt 640 skelettmuskler i människokroppen. Det är svårt att definiera det exakta antalet då olika källor grupperar musklerna olika samt den naturliga förekomsten av anatomisk variation mellan individer. 
Se Lista över skelettmuskler för en översikt.

#### Sfinktrar
En typ av muskel är ringmuskeln (sfinkter), en ringformad muskel, som kan dra ihop en öppning. Sådana muskler finns på olika ställen i kroppen. Några exempel är regnbågshinnan i ögat, läpparna, övre magmunnen och ändtarmen. Sfinktrar är oftast uppbyggda av glatt muskelvävnad (se nedan) och styrs omedvetet av det autonoma nervsystemet. Läpparnas ringmuskel och yttre analsfinktern är däremot exempel på sfinktrar som är uppbyggda av tvärstrimmig muskelvävnad och är viljestyrda.

## Fysiologi
För att påbörja en kontraktion (sammandragning) krävs att en nervimpuls når muskeln, denna förmedlas genom neurotransmittorn acetylkolin. Detta leder till att kalcium frisätts från sarkoplasmatiskt retikulum (SR) och kan binda till ett proteinkomplex med tre olika sorters troponin. Detta medför att ett annat protein, tropomyosin, flyttas ur sitt viloläge och möjliggör för aktin och myosin att binda till varandra. Kontraktionen kräver energi i form av ATP (adenosintrifosfat). Genom en process som kallas korsbryggecykeln kan sedan aktin och myosin "klättra" på varandra och på så sätt få sarkomeren (och därmed hela muskeln) att dras ihop.

## Olika typer av muskelvävnad

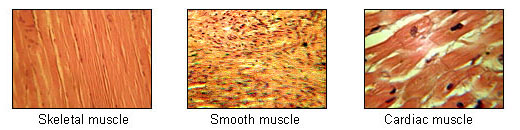
De tre huvudtyperna av muskelvävnad; skelettmuskulatur (t.v.), glatt muskulatur (mitten) och hjärtmuskulatur (t.h.).

Muskler delas in i skelettmuskulatur, glatt muskulatur och hjärtmuskulatur efter utseende och funktion. Hjärt- och skelettmuskulatur kallas tvärstrimmig muskulatur därför att vävnadssnitt av dem ser tvärstrimmiga ut under ljusmikroskop. De olika typerna av muskelvävnad är olika bra på att arbeta under anaeroba förhållanden och på att lagra energi i form av ATP och kreatinfosfat.

### Skelettmuskulatur
Skelettmusklerna står under inflytande av viljan, till skillnad från hjärtmusklers och glatta musklers aktivitet, som styrs av det autonoma nervsystemet.
Skelettmuskelvävnad kan delas in i ett antal undergrupper. Man skiljer främst mellan snabba vita muskler som snabbt är uttröttbara och långsamma röda muskler som är uthålliga. Andelen muskelceller av den ena eller andra typen är genetiskt betingad och är en starkt bidragande orsak till att de sju bästa tiderna på 5000 m sprungits av kenyaner och etiopier (se Löpning, tio snabbaste tiderna på 5000 m) en sport där man har fördel av att ha en hög andel röda muskelceller.
| Typ I ("röda", "långsamma") | Är långsamt oxidativa och långsamma. Dessa muskler är röda på grund av hög halt av myoglobin och rika kapillärbäddar. Denna muskeltyp kan lagra mer syre och på så sätt bättre stå emot perioder av tillfällig syrebrist. | Är långsamt oxidativa och långsamma. Dessa muskler är röda på grund av hög halt av myoglobin och rika kapillärbäddar. Denna muskeltyp kan lagra mer syre och på så sätt bättre stå emot perioder av tillfällig syrebrist.                                         |
| Typ II ("Vita", "snabba")   | Allmänt | Snabba muskelceller, har tre huvudtyper ordnade efter kontraktionssnabbhet |
| Typ II ("Vita", "snabba")   | Typ IIa | Denna muskelcelltyp är aerob, mitokondrierik och har en mängd kapillärer vilken ger den ett rött utseende. |
| Typ II ("Vita", "snabba")   | Typ IIx/Typ IId | Snabbaste muskeltypen hos människan, har färre mitokondrier och mindre myoglobin. Den kan kontrahera fort och med större kraft, men är beroende av syre för att kunna upprätthålla sin aktivitet, vilken annars blir smärtsam, något som inte beror på mjölksyra. |
| Typ II ("Vita", "snabba")   | Typ IIb | Är anaerob, glykolytisk "vit" muskel, som har ännu lägre andel myoglobin och mitokondrier. Hos små djur som råttor är detta den största muskeltypen, vilket förklarar deras ljusa kött.                                                                           |

### Hjärtmuskulatur
Hjärtmuskulatur är muskulaturen som bygger upp hjärtat i människokroppen. Muskulaturen är tvärstrimmig med en central kärna, till skillnad från vanlig tvärstrimmig muskulatur, där kärnan är perifert belägen. En del hjärtmuskelceller har två kärnor. Hjärtmuskelcellerna är korta och grenade som klykor, de har liten diameter för att vara muskelceller. Hjärtmuskelcellerna har specialiserade cellförbindelser och bildar ett nätverk med varandra. Cellförbindelserna syns i histologiska preparat som färgade band, glansstrimmor. Innerst i hjärtats muskelvägg finns purkinjeceller, som är specialiserade hjärtmuskelceller med funktion för "hjärtslagets" utbredning i muskeln. Tätheten av kapillärer är hög i hjärtmuskulaturen.

### Glatt muskulatur
Glatt muskulatur är icke-tvärstrimmig muskelvävnad som styrs av det autonoma nervsystemet, det vill säga inte av viljan. Glatt muskulatur förekommer bland annat i tarmsystemet, blodkärlen och lungorna. Den täcker också väggarna i många av kroppens rörformiga håligheter, exempelvis luftstrupen, matstrupen och tarmsystemet, men även andra inre organ innehåller glatt muskulatur.
Cellerna i den glatta muskulaturen är mononukleära och de ligger mycket tätt. De är orienterade i samma riktning, vilket syns i längssnitt. I histologiska snitt ser man också hur kärnan är spiral-/spolformad, om snittet fixerats under kontraktion.
Glatt muskulatur har en speciell metabol konfiguration som gör det möjligt att upprätthålla långvarig muskelkontraktion utan att förbruka mycket energi. Ett exempel på en sådan muskel som i princip ständigt är kontraherad är ringmuskeln i rectum. Två andra exempel är de båda sfinktrarna i matstrupen, esophagus. De är båda normalt stängda men öppnas av sväljreflexen.

## Sjukdomar
Då musklerna styrs av nerver så är sjukdomarna tätt sammankopplade och man talar om neuromuskulära sjukdomar. Dessa brukar delas upp i mer renodlade muskelsjukdomar (myopatier), sjukdomar som framför allt drabbar nerver(neuropatier) och sjukdomar som drabbar den så kallade neuromuskulära synapsen, det vill säga själva "kopplingsstället" mellan nerv och muskel.

### Hypotrofi
Muskler som inte används och tränas försvagas. Muskelförsvagning kallas med ett vetenskapligt ord för hypotrofi. Immobilisering, som vid långvarigt sängliggande eller vistelse i rymden, leder till att musklerna försvagas. Små däggdjur drabbas också av muskelförsvagning under vinterhalvåret då de går i ide. Ett undantag ses hos björnar som behåller sin muskelmassa i stor utsträckning , två orsaker till detta är:
1. en proteolytisk hämmare som frisätts i blodet och som förhindrar proteinnedbrytning [3]
2. tre till fyra dagliga perioder av frivilliga och ofrivilliga muskelrörelser [4]

## Densitet och verkningsgrad
Musklers densitet är 1,06 kg/liter
 
vilket kan jämföras med fettvävnadens densitet 0,9196 kg/liter 
  
och vatten som har densiteten 0,998 kg/liter vid 20 grader. Muskler har alltså 15 % högre densitet än fettvävnad. 
Musklers verkningsgrad har beräknats till någonstans mellan 14 och 27 % vilket kunnat uppmätas vid aktiviteter som cykling och rodd. Verkningsgraden är jämförbar med den hos en förbränningsmotor.